# Габичвадзе, Владимир Аксентьевич
Владимир Аксентьевич Габичвадзе (30 декабря 1929, Москва, СССР — 3 апреля 1992, Москва, Россия) — советский футболист.

## Биография
Родился в Москве 30 декабря 1929 года.
Играл в юношеской команде московского «Динамо». С 1942 по 1952 год играл в московской команде «Торпедо» на позиции нападающего.
Участвовал в 54 матчах чемпионатов СССР по футболу, в которых забил 9 голов. В 1949 и 1952 годах в составе московского «Торпедо» стал обладателем Кубка СССР. Получил звание Мастера спорта.
В 1966 году тренировал ставропольское «Динамо».
Умер 3 апреля 1992 года.

## Клубная статистика
| Выступление      | Выступление      | Выступление      | Лига | Лига | Кубок | Кубок | Прочие | Прочие | Итого | Итого |
| Клуб             | Лига             | Сезон            | Игры | Голы | Игры  | Голы  | Игры   | Голы   | Игры  | Голы  |
| ---------------- | ---------------- | ---------------- | ---- | ---- | ----- | ----- | ------ | ------ | ----- | ----- |
| Торпедо (Москва) | I группа         | 1949             | 6    | 0    | —     | —     | —      | —      | 6     | 0     |
| Торпедо (Москва) | класс «А»        | 1950             | 14   | 2    | —     | —     | —      | —      | 14    | 2     |
| Торпедо (Москва) | класс «А»        | 1951             | 27   | 4    | 2     | 0     | —      | —      | 29    | 4     |
| Торпедо (Москва) | класс «А»        | 1952             | 7    | 3    | 3     | 0     | —      | —      | 10    | 3     |
| Торпедо (Москва) | Итого            | Итого            | 54   | 9    | 5     | 0     | —      | —      | 59    | 9     |
| К–да гор.Ступино | класс «Б»        | 1955             | 9    | 2    | —     | —     | —      | —      | 9     | 2     |
| К–да гор.Ступино | Итого            | Итого            | 9    | 2    | —     | —     | —      | —      | 9     | 2     |
| Всего за карьеру | Всего за карьеру | Всего за карьеру | 63   | 11   | 5     | 0     | —      | —      | 68    | 11    |